# Alexandre Obolenski
Pour les articles homonymes, voir Obolenski.
Le prince Alexandre Dimitrievitch Obolenski (en russe : Александр Дмитриевич Оболенский), né à Saint-Pétersbourg le 24 avril 1847 et mort à Iessentouki le 26 novembre 1917, fut un noble russe.

## Biographie
Il est le fils du prince Dimitri Alexandrovitch Obolenski (Moscou, 26 octobre 1822 - Saint-Pétersbourg, 22 janvier 1881) et de sa femme la princesse Daria Petrovna Troubetskaïa (9 juillet 1823 - Saint-Pétersbourg, 8 janvier 1906).
Diplômé par la faculté de droit de l'université impériale de Moscou, il fut sa haute origine conseiller d’État (5e rang civil dans la Table des Rangs), grand-maréchal de la noblesse du gouvernement de Penza, chambellan, sénateur et membre du conseil de l'empire russe.
Il fut sacré chevalier de l'ordre de Saint-Alexandre Nevski, 1re classe de l'ordre de Saint-Stanislas, ordre de l'Aigle blanc, 1re classe de l'ordre de Sainte-Anne et 2e classe de l'ordre impérial de Saint-Vladimir, prince égal aux apôtres.

## Mariage et descendance

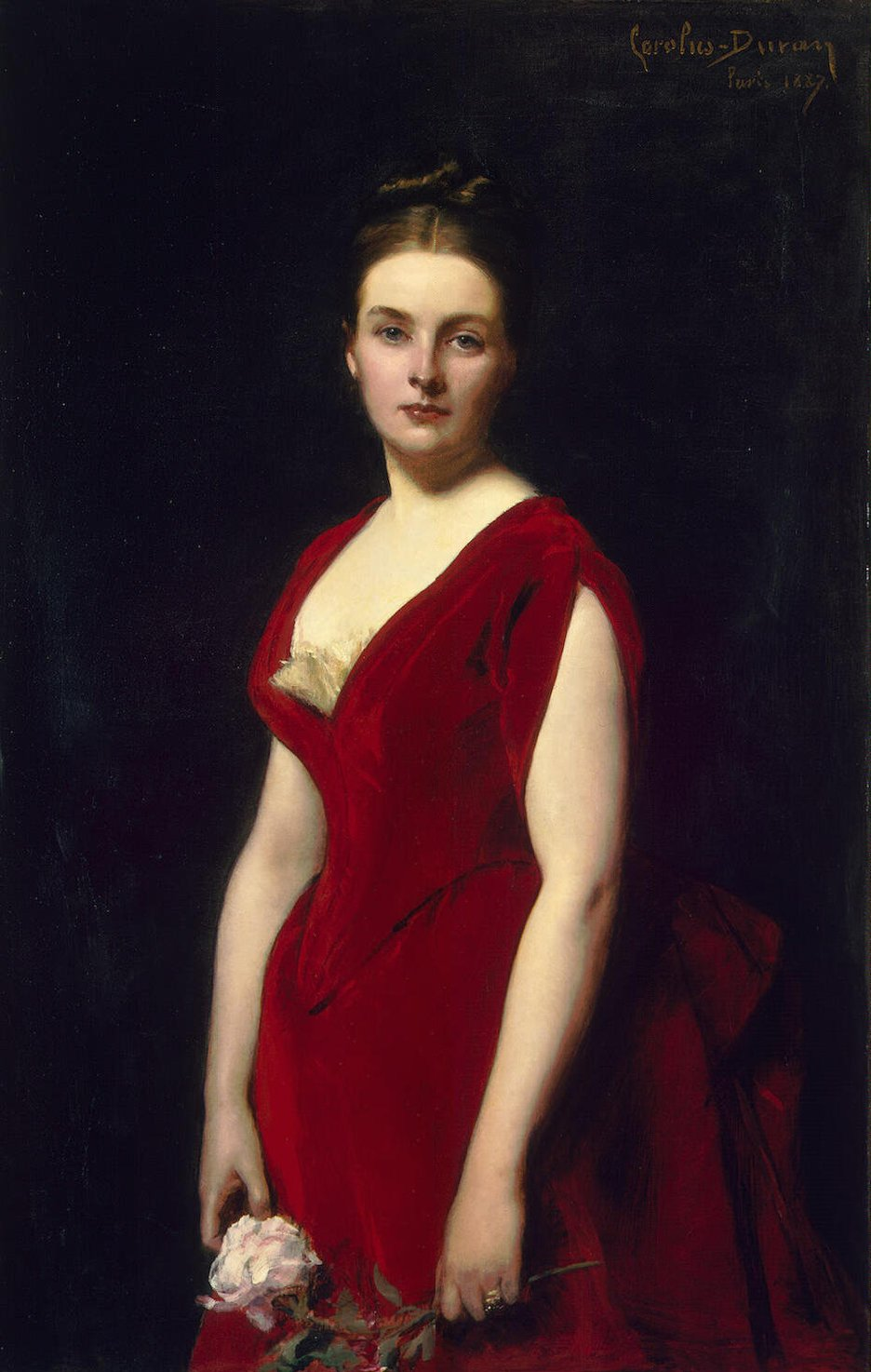
Portrait d'Anna Obolenskaya en 1887
par Carolus-Duran
Musée de l'Ermitage, Saint-Pétersbourg

Il était marié à Anna Alexandrovna Polovtzova (1862 - Moscou, 7 août 1917), unique enfant et fille posthume de Alexandre ...vich Polovtzov (30 septembre 1832 - Repti, 1861) et de sa femme (1861) Nadezhda Polovtsova Younina (10 décembre 1843 - Saint-Pétersbourg, 9 juillet 1908), prétendument fille bâtarde du grand-duc Michel Pavlovitch de Russie, frère cadet de Alexandre Ier de Russie et de Nicolas Ier de Russie. Dont : 
- prince Dimitri Alexandrovitch Obolenski (né à Saint-Pétersbourg le 24 avril 1882, et mort à Cannes le 27 avril 1964). Il a servi en 1918 dans les troupes chargées de protéger la famille impériale en Crimée, combattant dans l'armée blanche du Général Ioudenitch. Marié en premières noces à Berlin le 22 septembre 1905 (div. 1916) avec la comtesse Helene Andreïevna Bobrinskaïa (née à Saint-Pétersbourg le 3 novembre 1885 et morte à Bordeaux le 3 octobre 1937), petite-fille paternelle du comte Alexandre Alexeïevitch Bobrinski et de sa femme la comtesse Sophia Andreievna Schouvalova et arrière-arrière-petite-fille du comte Alexeï Grigorievitch Bobrinski et de sa femme Anna Dorothea, baronne von Ungern-Sternberg, marié en deuxièmes noces à Moscou le 18 juillet 1917 (div. 1921) avec la comtesse Maria Pavlovna Schouvalova (née à Berlin le 10 septembre 1894 et morte à Oxford, Oxfordshire, le 16 juin 1973) et marié en troisièmes noces à Londres le 16 août 1923 avec Natalia Nikolaïevna Feodorova (née à Simbirsk le 14 avril 1894 et morte à Londres le 9 avril 1952), sans postérité, dont : 
  - prince Alexandre Dimitrievitch Obolenski (Saint-Pétersbourg, 5 septembre 1906 - Paris, 7 avril 1983), marié en premières noces à Paris le 7 juillet 1931 (div. 1964) avec Valeria Mikhailovna Ramm (von Rahm) (Kazan, 7 juin 1907 - Genève, 20 mai 1988), fille de Mikhail Mikhailovich Ramm (von Rahm) et de sa femme Maria Osipovna Molotkova, et marié en deuxièmes noces à Saint-Denis le 22 aoüt 1964 avec Marcelle Augustine Victorine Brichet (Dieppe, 6 mars 1921 - Ollioules, 5 juin 2011), fille de Marcel Alexandre Lazare Brichet et de sa femme Augustine Eugénie Mercier, dont (les six enfants les plus jeunes sont nés et nées de sa deuxième femme avant mariage) : 
    - princesse Valeria Alexandrovna Obolenskaïa (Courbevoie, 7 avril 1932 - 14 octobre 2014), mariée à Genève le 6 juillet 1966 avec Antoine Albert Octave, baron de Saussure (Évian-les-Bains, 6 août 1909 - Genève, 18 mai 2011), fils de Louis Octave, baron de Saussure, et de sa femme Meta Clausius; elle eut un fils : Louis Alexandre, baron de Saussure (Genève, 16 septembre 1967), marié rél. à Champagnes le 11 juillet 1998 avec Marina Vonèche
    - princesse Hélène Alexandrovna Obolenskaïa (Paris, 1 juin 1934), mariée à Genève le 6 janvier 1958 avec Nissim Ner (Genève, 5 juillet 1926 - Genève, 10 août 2007), fils de Haïm Ner et de sa femme Mathilde Curti; elle eut une fille : Marianne Ner (Genéve, 7 octobre 1961), sans alliance et sans posterité
    - prince Gérard Alexandrovitch Obolenski (Saint-Denis, 14 décembre 1943 - Neuilly-sur-Marne, 24 janvier 1977), sans alliance et sans posterité
    - prince Michel Alexandrovitch Obolenski (Paris, 1 octobre 1946), marié à Montrouge le 22 octobre 1983 avec Nina ...vna Kozik (Moscou, 6 mars 1945), dont : 
      - prince Serge Mikhailovich Obolenski (Paris, 6 septembre 1983)
      - princesse Hélène Mikhailovna Obolenskaïa (Paris, 9 janvier 1985)

    - princesse Colette Liliane Mikhailovna Obolenskaïa (Paris, 10 octobre 1946), mariée à Saint-Denis le 20 janvier 1968 avec Robert Georges Guhl (Strasbourg, 17 octobre 1943), fils de Emile Guhl et de sa femme Barbara Lachmann; elle eut deux fils : Alexandre Guhl (Strasbourg, 22 octobre 1968), sans alliance et sans posterité, et Rudy Guhl (Saint-Laurent-du-Maroni, Guyane, 1 mars 1970), sans alliance et sans posterité
    - princesse Denise Jacqueline Mikhailovna Obolenskaïa (Paris, 11 novembre 1947), mariée à Saint-Denis le 20 mai 1967 avec Daniel André Bridier (Saint-Denis, 23 novembre 1948), fils de Edmond André Bridier et de sa femme Georgette Simone Bettencourt; elle eut une fille : Catherine Bridier (Saint-Denis, 8 mai 1968), sans alliance et sans posterité
    - prince Christian Alexander Mikhailovitch Obolenski (Saint-Denis, 17 décembre 1951), sans alliance et sans posterité
    - prince Alain Marcel Mikhailovitch Obolenski (Saint-Denis, 23 mai 1954), marié en premières noces à Saint-Denis le 2 février 1974 (div. 1983) avec Hélène Christine Sassard (Le Raincy, 25 janvier 1954), sans posterité, et marié en deuxièmes noces à Paris le 4 février 1984 avec Nelly Claudine Paraire (Valence, 31 mai 1948), fille de l'ingénieur général Camille Joseph Michel Paraire[1] et de sa femme Jacqueline Brugidou, dont : 
      - prince Dimitri Camille Alainovitch-Marcelovitch Obolenski (17 mai 1984)
      - princesse Marie-Alexandra Alainovna-Marcelovna Obolenskaïa (29 novembre 1986)

  - prince Andreï Dimitrievitch Obolenski (Smela, 24 septembre 1907 - Paris, 2 mars 1969), marié en premières noces à Courbevoie le 18 avril 1931 avec Maria ...vna Dogiel (Kazan, 10 octobre 1907 - Epinay, 25 décembre 1940) et marié en deuxièmes noces avec Anna ...vna Saborowa (Saint-Pétersbourg, 23 décembre 1906 - Paris, 23 juin 1964), sans postérité, dont : 
    - princesse Maria Andreïevna Obolenskaïa (Paris, 6 décembre 1936 - Paris, 9 décembre 1936)

  - princesse Helene Dimitrievna Obolenskaïa (Saint-Pétersbourg, 11 janvier 1909 - Londres, 29 mars 1978), mariée en premières noces à Clamart le 6 septembre 1928 (div.) avec Pyotr ...vitch Lermontov (Moscou, 10 novembre 1902 - Clamart, 1 mars 1951) et mariée en deuxièmes noces à Londres le 25 octobre 1937 avec Mikhail ...vitch Tolstoï-Miloslawskï (Kazan, 5 mars 1883 - Painton, Devonshire, 28 décembre 1947); elle eut une fille du première mariage et une fille du deuxième mariage : Hélène Petrovna Lermontova (Anvers, 19 août 1929), mariée à Londres le 23 novembre 1952 avec André Midgley, et Daria Mikhailovna Tolstoïa-Miloslavskaïa (Londres, 30 août 1938), mariée en premières noces à Hampstead le 15 mai 1959 (div. 1976) avec Peter William Adams (22 septembre 1937) et mariée en deuxièmes noces à Reading, Berkshire, le 24 juillet 1976 avec Albert John Amor (13 juin 1941)
  - prince Dimitri Dimitrievitch Obolenski (Saint-Pétersbourg, 1 avril 1918 - 23 décembre 2001), marié à Clamart le 27 octobre 1947 avec Elisabeth ...vna Lopoukhina (Moscou, 31 décembre 1915 - 29 août 2006), sans posterité
  - prince Serge Dimitrievich Obolenski (Londres, 13 octobre 1923 - Guatemala, 13 avril 2011) marié en premières noces à Londres le 12 mai 1949 (div. 1962) avec Patricia Olive Blake (Reading, Berkshire, 1 mai 1926 - 18 juillet 2012), fille de Arthur Blake and wife Olive Reeves, et marié en deuxièmes noces au Mexique le 18 septembre 1964 avec Olga Vásquez Bruni (Guatemala, 31 mai 1923 - ?), fille de Ricardo Vásquez et de sa femme Olga Bruni, dont : 
    - prince Andrew Sergeievitch Obolenski (Londres, 19 janvier 1950), marié à Londres le 14 mai 1970 avec Anne Marie Rowe (Londres, 26 juin 1949), fille de John Brodie Rowe et de sa femme Claire Lightoller, dont : 
      - prince Peter Andreievitch Obolenski (Londres, 3 août 1975), marié à Londres le 6 septembre 2012 avec Victoria White, sans posterité
      - prince Nicholas Andreievitch Obolenski (Londres, 26 avril 1977), marié dans la cathédrale de Dunkeld à Dunkeld le 14 août 2004 avec Tamsin L. Watt, dont : 
        - prince Rudy Nikolaievitch Obolenski (2005)
        - prince Arran Nikolaievitch Obolenski (2009)

      - prince Edward Andreievitch Obolenski (Londres, 12 novembre 1978), sans alliance et sans posterité

    - princesse Anne Sergeievna Obolenskaïa (Windsor, Berkshire, 2 octobre 1952), mariée à Wandsworth civ. le 31 janvier et rél. le 26 février 1981 avec Jonathan Philip Hudson (Pond Farm, Shipton Royal, Gloucestershire, 18 janvier 1945), fils de Philip Alexander Hudson et de sa femme Loveday Cathryn Gibbs, sans posterité
    - prince Paul Sergeievitch Obolenski (Londres, 15 mars 1956), marié à Londres civ. le 7 et rél. le 9 septembre 1982 avec Alexandra Miriam Grace Nalder (Pambury, Kent, 28 mars 1955), fille de Charles Joseph Benedict Hartle Nalder et de sa femme Marie Claire Alice Mesritz, dont : 
      - princesse Natalie Pavlovna Obolenskaïa (Londres, 12 mai 1985), mariée civilement à Hermanville-sur-Mer le 25 juin et religieusement à San Martino le 2 juillet 2016 avec Olivier Roqueplo
      - princesse Catherine Pavlovna Obolenskaïa (Londres, 31 mars 1987), mariée avec Luke Twyman
- prince Alexei Alexandrovitch Obolenski (né à Saint-Pétersbourg le 29 septembre 1883 et mort à New York le 16 août 1942), marié à Moscou le 16 janvier 1909 avec la princesse Lubova Petrovna Troubetskaïa (née à Moscou le 5 novembre 1888 et morte à New York le 5 août 1980), dont : 
  - princesse Alexandra Alexeïevna Obolenskaïa (Saint-Pétersbourg, 27 décembre 1909 - comté de Buncombe, Caroline du Nord, 26 novembre 1997), mariée en premières noces à Clamart le 24 février 1930 (div. 1933) avec le prince Nikolaï Grigorievitch Troubetskoï (Constantinople, 21 août 1903 - Montréal, 9 novembre 1961), mariée en deuxièmes noces à Rabat, Maroc, le 21 décembre 1933 (div. 1947) avec Artemi ...vitch Wachramejev (Iaroslavl, 1904 - Boston, Massachusetts, 30 novembre 1971) et mariée en troisièmes noces à Peapack, New Jersey, le 31 mai 1953 avec Anatol ...vich Sazonow (Varsovie, 4 décembre 1896 - Asheville, Caroline du Nord, 19 novembre 1991)
  - princesse Anna Alexeïevna Obolenskaïa (Saint-Pétersbourg, 28 janvier 1911 - Paris, 14 juillet 1931), sans alliance et sans posterité
  - princesse Lubova Alexeïevna Obolenskaïa (Saint-Pétersbourg, 29 novembre 1912 - New York, 21 mai 1991), mariée à New York le 19 février 1933 avec son cousin le prince Serge Grigorievitch Troubetskoï (Moscou, 15 décembre 1906 - 26 octobre 2003)
  - prince Alexei Alexeïevich Obolenski (Saint-Pétersbourg, 20 avril 1914 - New York, 8 février 1986), marié en premières noces à New York le 6 janvier 1939 (div. 1951) avec Jane Wheller Irby (La Nouvelle-Orléans, Louisiane, 17 novembre 1914 - décembre 1981), fille de Robert Garland Irby et de sa femme Emelie Wheeler, marié en deuxièmes noces à New York le 22 novembre 1952 (div. 1966) avec Catherine Pearce (Memphis, Tennessee, 6 février 1919 - comté de Palm Beach, Floride, 20 février 1998), fille de MacAlistair Pearce et de sa femme Catherine Taylor, et marié en troisièmes noces à New York le 2 mai 1966 (div. 1971) avec Jacqueline Stedman, Mrs. Wyatt (New York, 15 septembre 1939 - Guadalajara, 9 août 2002), fille de Giles Chester Stedman et de sa femme Florence Leavitt, dont : 
    - princesse Anna Alexeïevna Obolenskaïa (Palm Beach, 12 décembre 1939), mariée en premières noces à Palm Beach le 1 décembre 1964 (div. 1970) avec Pedro Antonio Piedrabuena O'Sullivan (Buenos Aires, 2 avril 1928 - ?), fils de Pedro Nolasco Piedrabuena et de sa femme María Teresa O'Sullivan, sans posterité, et mariée en deuxièmes noces à Palm Beach le 25 septembre 1970 (div. 1984) avec Christopher Czaja Sager (New York, 4 mars 1941), fils de John Czaja Sager et de sa femme Maya La Volpe, avec posterité
    - prince Alexeï Alexeïevitch Obolenskï (Palm Beach, 10 novembre 1944 - 23 octobre 1999), sans alliance et sans posterité
    - princesse Maria (Mary) Alexeïevna Obolenskaïa (Palm Beach, 11 juillet 1946 - Londres, 20 décembre 1986), mariée à Londres le 6 novembre 1981 avec Anthony Underwood (Guildford, 4 juin 1949), fils de Donald Benjamin Underwood et de sa femme Jean Kathleen Butler, sans posterité
    - princesse Daria Alexeïevna Obolenskaïa (Ouskoye, 27 juillet 1915 - Asheville, Caroline du Nord, 26 octobre 1995), mariée en premières noces à New York le 12 mars 1937 (div. 1940) avec Hans Spitzer (Barmen, 1905 - Francfort-sur-le-Main, 1978), sans posterité, et mariée en deuxièmes noces à Asheville, Caroline du Nord, le 20 juin 1940 avec David Bradley Morgan II (Kankakee, Illinois, 28 aoüt 1912 - Asheville, Caroline du Nord, 20 juin 1994), fils de David Bradley Morgan et de sa femme Katrina Redfield, avec posterité
- prince Alexandre Alexandrovitch Obolenski (né à Saint-Pétersbourg, le 3 février 1885 et mort à Paris le 8 octobre 1940), marié à Constantinople en 1921 (div.) avec Anna Levy (née à Saint-Pétersburg le 16 décembre 1896 et morte à Paris le 27 novembre 1983), sans posterité
- prince Pierre Alexandrovitch Obolenski (né à Saint-Pétersbourg le 14 octobre 1889 et mort à Moscou le 30 décembre 1969), marié en premières noces à Pestrovska le 26 août 1912 (div. 1924) avec sa cousine princesse Olga Ivanovna Obolenskaïa (née à Simbirsk le 30 août 1891 et morte à New York le 5 mai 1984), marié en deuxièmes noces à URSS avec Lydia Petrovna Chapovalova, sans posterité, marié en troisièmes noces in USSR en juillet 1944 (div. 1956) avec Warwara Alexandrovna Pavlova (née à Kronstadt le 7 janvier 1901 et morte), sans posterité, et marié en quatrièmes noces à URSS avec Alexandra ...vna Protassova (morte à Moscou le 19 décembre 1984), sans posterité. Dont : 
  - prince Ivan Petrovitch Obolenski (Saint-Pétersbourg, 18 juin 1913 - New York, 15 décembre 1975), marié à New York le 4 février 1950 avec Barbara Cecile Hoge (New Rochelle, New York, 11 septembre 1914 - Waitsfield, Vermont, 11 octobre 2007), fille de Francois Huber Hoge et de sa femme Sidney Cecile Cunningham, dont : 
    - princesse Elizabeth Ivanovna Obolenskaïa (New York, 11 septembre 1953), mariée à Southampton, Long Island, New York, le 14 septembre 1986 avec Robert Michael Kruckel, Jr. (26 février 1952 - 12 mai 2016), fils de Robert Michael Kruckel et de sa femme Gloria Meosina, avec posterité
    - princesse Barbara Ivanovna Obolenskaïa (New York, 11 septembre 1953), mariée à Southampton, Long Island, New York, le 11 juin 1983 avec Vincent Peter McGann (Southampton, Long Island, New York, 21 septembre 1954), fils de George McGann et de sa femme Rita Flanigan, avec posterité

  - prince Alexandre Petrovitch Obolenski (Saint-Pétersbourg, 14 juin 1915 - New Bedford, Massachusetts, 26 janvier 2002), marié à Paris le 22 juillet 1941 avec Malik Khanum Aliovna-Haidarovna Reza-Beck puis Helene Aliovna-Haidarovna Reza-Beck (Kislovodsk, 24 septembre 1919 - ?), fille de Ali Haidar ...vitch Reza-Beck et de sa femme Sofia Ivanovna Flevitskaïa, dont : 
    - prince Michel Alexandrovitch Obolensky (Paris, 14 février 1944), marié à Crestview, Floride ou à Crestwood, New York, le 27 avril 1974 avec Heidrun Huising (Zell am See, 11 avril 1945), fille de Wilhelm Cornelius Bernard Huising et de sa femme Erika Johanna Maria Strompf, dont : 
      - prince Dimitri Mikhailovitch Obolenski (Stoughton, Massachusetts, 7 décembre 1976), marié avec May Akale, dont: 
        - princesse Leila Dimitrievna Obolenskaïa (2014)

      - prince Nicholas Mikhailovitch Obolensky (Stoughton, Massachusetts, 6 juillet 1979), marié le 4 août 2007 avec Alexandra Whitney, dont : 
        - prince Rowan Whitney Nikolaïevitch Obolensky (2010)
        - prince William River Boone Nikolaïevitch Obolensky (2013)

      - princesse Nathalia Mikhailovna Obolenskaïa (Stoughton, Massachusetts, 27 septembre 1982), mariée le 23 juillet 2011 avec Thomas "Tom" Southworth